# Eckenroth
Eckenroth ist eine Ortsgemeinde im Landkreis Bad Kreuznach in Rheinland-Pfalz. Sie gehört der Verbandsgemeinde Langenlonsheim-Stromberg an.

## Geographie
Eckenroth liegt unterhalb vom Schindeldorf auf der entgegengesetzten Seite vom Tal des Steyerberges. Nachbargemeinden sind Schweppenhausen und Schöneberg.

## Geschichte
Wann das kleinste Dorf in der heutigen Verbandsgemeinde entstanden ist, kann nicht genau festgestellt werden. Die Annahme geht in das Jahr 900 zurück, wo es auf Resten römischer Anlagen neu angelegt worden sein soll. 1156 zählt der Ort zu den Walddörfern im pfalzgräflichen Besitz, und 1190 heißt es in dem Bolandenschen Lehenverzeichnis, dass „Ogelrode“ eine Filiale der Pfarrei Leibersheim (Waldlaubersheim) war und dorthin den Zehnten zu entrichten hatte, der wiederum Werner von Bolanden gehörte als Lehen vom Grafen Loon.
Die Hälfte dieses Patronatsrechts und einen Teile des Zehnten von den Äckern und Weinbergen übertrug Werner von Bolanden 1282 dem Ritter Emilrich von Schonenburg zu Lehen. Später hat der Ort, der bis zur französischen Revolution kurpfälzisch war, wiederholt seine Schreibweise geändert. So lesen wir im Stromberger Zinsbuch die Schreibweise „Ockenrait“ und „Oeckenrod“.
Bevölkerungsentwicklung
Die Entwicklung der Einwohnerzahl von Eckenroth, die Werte von 1871 bis 1987 beruhen auf Volkszählungen:
| Jahr | Einwohner |
| 1815 | 152       |
| 1835 | 188       |
| 1871 | 201       |
| 1905 | 217       |
| 1939 | 184       |
| 1950 | 189       |

| Jahr | Einwohner |
| 1961 | 192       |
| 1970 | 190       |
| 1987 | 217       |
| 1997 | 220       |
| 2005 | 222       |
| 2024 | 235       |

## Politik

### Bürgermeister
Bei der Kommunalwahl 2024 wurde Michael Sieper zum Ortsbürgermeister von Eckenroth gewählt, der das Amt im März 2025 aus gesundheitlichen Gründen aufgab. Sein Sohn Tim Sieper bot daraufhin an, für das Amt zu kandidieren und wurde im Ortsgemeinderat mit Zweidrittelmehrheit gewählt. Mit 19 Jahren ist er (Stand: August 2025) der jüngste Bürgermeister Deutschlands.
Sein Vorgänger war Christoph Braun (parteilos). Da bei der Kommunalwahl am 26. Mai 2019 kein Kandidat angetreten war, wurde er im August 2019 einstimmig vom Gemeinderat gewählt und trat damit die Nachfolge von Frank Seckler an, der nach 24 Jahren Amtszeit nicht mehr kandidiert hatte.

### Wappen
Das Wappen zeigt auf schwarzem Untergrund einen goldenen Doppelhaken und eine goldene Rodhacke, die schräg gekreuzt sind. Der Doppelhaken, auch Wolfsangel genannt, ist ein uraltes Fleckenzeichen. In der Heraldik bedeutet es auch das Symbol für Waldwirtschaft. Die Hacke könnte als Rodhacke bezeichnet werden und somit eine Anspielung auf den Ortsnamen darstellen, aber auch die Verbindung zum Weinbau erklären. Die kurpfälzischen Farben Schwarz und Gold weisen darauf hin, dass die heutige Ortsgemeinde lange Zeit zur Kurpfalz gehörte. Da in Eckenroth sowohl Waldwirtschaft wie Weinbau betrieben wurde, hatte sich der Gemeinderat für den Doppelhaken und die Rodhacke im Schild entschieden.

## Kultur und Sehenswürdigkeiten

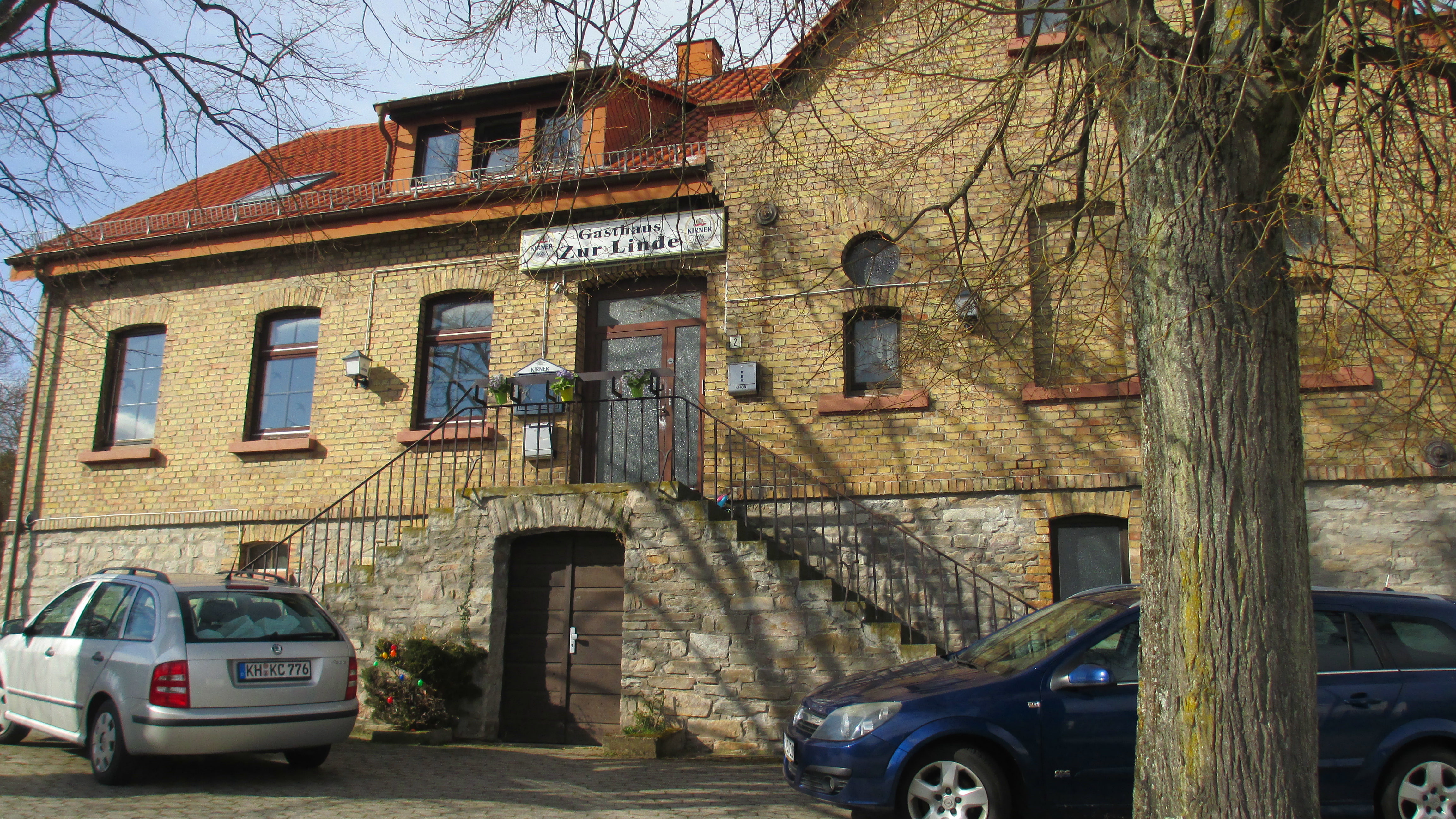
Alte Schule – heutige Gaststätte „Zur Linde“

### Bauwerke
- Alte Schule, heutiges Gasthaus „Zur Linde“ mit mietbarem Gemeindesaal.

Siehe auch: Liste der Kulturdenkmäler in Eckenroth

### Regelmäßige Veranstaltungen
Das traditionelle Kirmesfest fällt auf den letzten Sonntag im August und findet auf dem Platz vor der alten Schule und der heutigen Gaststätte „Zur Linde“ statt.